# Donald Sutherland
Donald Sutherland (Saint John, 17. srpnja 1935. – Miami, 20. lipnja 2024.) bio je kanadski glumac. Neke od najzapaženijih Sutherlandovih uloga uključuju atipične ratnike iz filmova kao Dvanaestorica žigosanih, M*A*S*H i Zlato za odvažne, ili detektiva iz trilera Klute. U novije vrijeme glumi u američkoj televizijskoj seriji Dirty Sexy Money.
Rođen je u Saint Johnu, Novi Brunswick, Kanada, kao sin lokalnog poduzetnika. U mladosti radijski novinar, pohađa Victoria College na Sveučilištu u Torontu, gdje istovremeno diplomira strojarstvo i dramske umjetnosti. Jedno vrijeme član kazališne skupine "UC Follies" u Torontu. Odlučuje odustati od poziva inženjera i upućuje se u Englesku gdje pohađa London Academy of Music and Dramatic Art. Početkom 1960-ih glumi manje uloge u britanskim filmovima i televizijskim serijama, te se ističe uglavnom u hororima zajedno s Christopherom Leejom, i u dva navrata u seriji The Saint. 1967. glumi u Dvanaestorici žigosanih, prvom od tri ratna filma kojima postiže uspjeh. 1970.,  glavni je glumac u trileru Klute zajedno s Jane Fonda, s kojom je 1972. producent antiratnog filma F.T.A. 1970-ih glumi niz glavnih uloga, kao u psihološkom hororu Ne okreći se (1974.), ratnom trileru The Eagle Has Landed (1976.), naslovnu ulogu u biografskom filmu Il Casanova di Federico Fellini (1976.), ili u znanstveno-fantastičnom filmu Invazija tjelokradica (1978.). Uspjeh postiže i epskim filmom Novecento Bernarda Bertoluccija, kao i dramom Obični ljudi (1980.), redateljskim prvijencem Roberta Redforda. Tijekom 1980-ih i 1990-ih, neke od najpoznatijih Sutherlandovih uloga su u južnoafričkoj drami A Dry White Season (1989.), u akcijskom filmu Backdraft (1991.) i u drami Six Degrees of Separation (1993.). 1991., ostvario je intrigantnu ulogu u političkom trileru JFK Olivera Stonea. 
Zapažena je Sutherlandova uloga u drami o američkom građanskom ratu Studengora (2003.), u remakeu filma The Italian Job (2003.), u književnoj adaptaciji Ponos i predrasuda (2005.), te tv seriji Commander in Chief (2005. – 2006.). 

## Izabrana filmografija
- Dvanaestorica žigosanih (1967.)
- M*A*S*H (1970.)
- Zlato za odvažne  (1970.)
- Klute (1971.)
- The Eagle Has Landed (1976.)
- Il Casanova di Federico Fellini (1976.)
- Novecento (1976.)
- Invazija tjelokradica (1978.)
- Obični ljudi (1980.)
- A Dry White Season (1989.)
- JFK (1991.)
- Six Degrees of Separation (1993.)
- Studengora (2003.)
- Ponos i Predrasuda (2005.)

## Vanjske poveznice
- Donald Sutherland u internetskoj bazi filmova IMDb-u (engl.)
- Donald Sutherland - tcmdb.com   Arhivirana inačica izvorne stranice od 28. siječnja 2011. (Wayback Machine)